# Paralcis polycnema
Paralcis polycnema là một loài bướm đêm trong họ Geometridae.